# Poudis
Poudis ist eine französische Gemeinde mit 271 Einwohnern (Stand: 1. Januar 2022) im Département Tarn in der Region Okzitanien. Sie gehört zum Kanton Le Pastel und zum Arrondissement Castres. Sie gehört zum Arrondissement Castres und ist Mitglied im Gemeindeverband Communauté de communes Aux sources du Canal du Midi. Die Bewohner werden Poudissois und Poudissoises genannt.

## Geografie

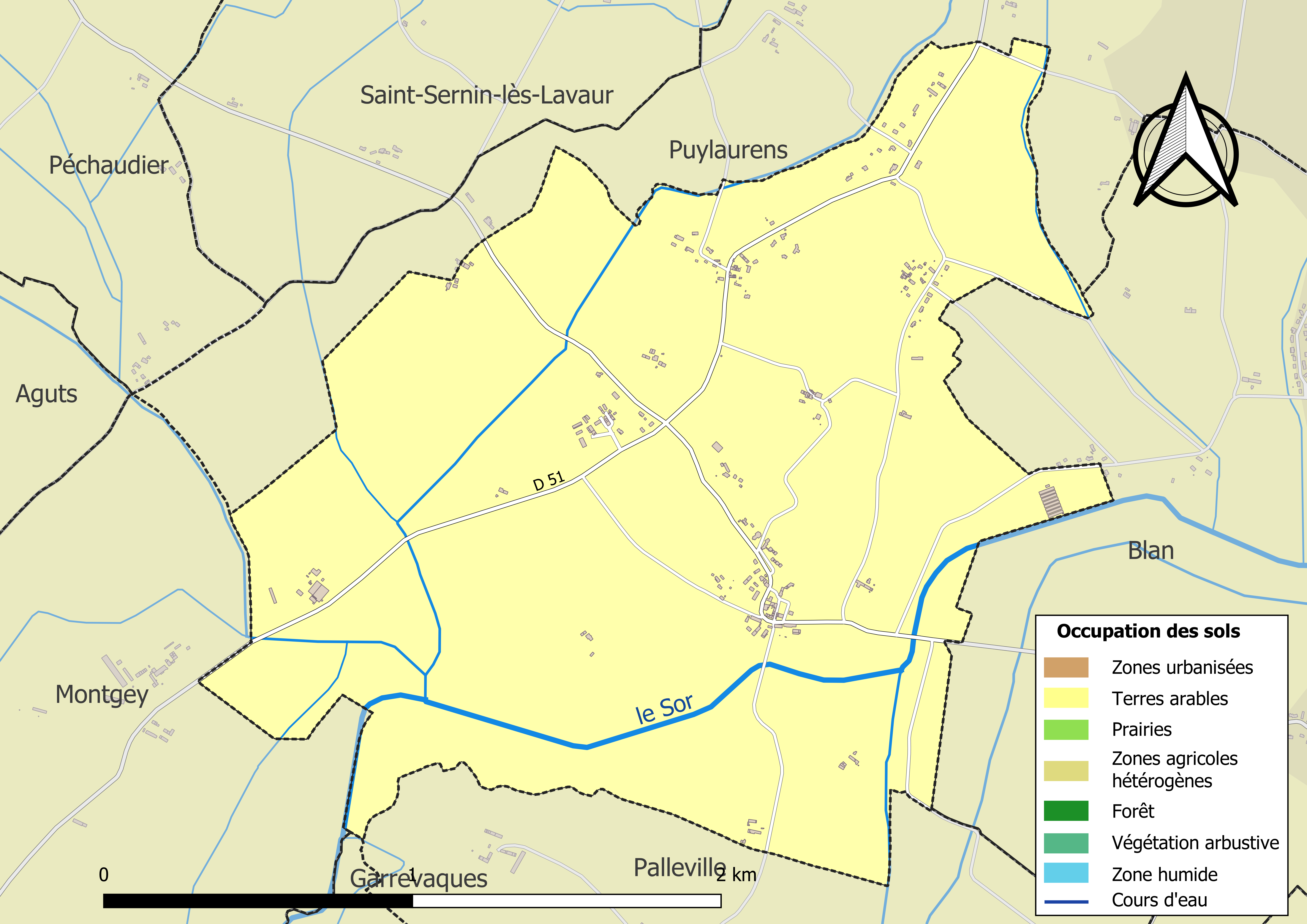
Bodennutzung, Hydrografie und Infrastruktur der Gemeinde (2018)

Poudis befindet sich in der historischen Landschaft des Lauragais am südlichen Rand des Départements, etwa 45 Kilometer nordnordwestlich von Carcassonne und etwa 45 Kilometer ostsüdöstlich von Toulouse.
Das Gebiet von Poudis befindet sich im Einzugsgebiet der Garonne und wird vom Sor und verschiedenen kleineren Bächen entwässert. Der Sor durchquert das südliche Gemeindegebiet von West nach Ost. Nahezu die gesamte Fläche der Gemeinde wird landwirtschaftlich genutzt.
Poudis grenzt im Norden an Puylaurens, im Osten an Blan, im Süden an Palleville, im Südwesten an Garrevaques und im Westen an Montgey.

## Bevölkerungsentwicklung

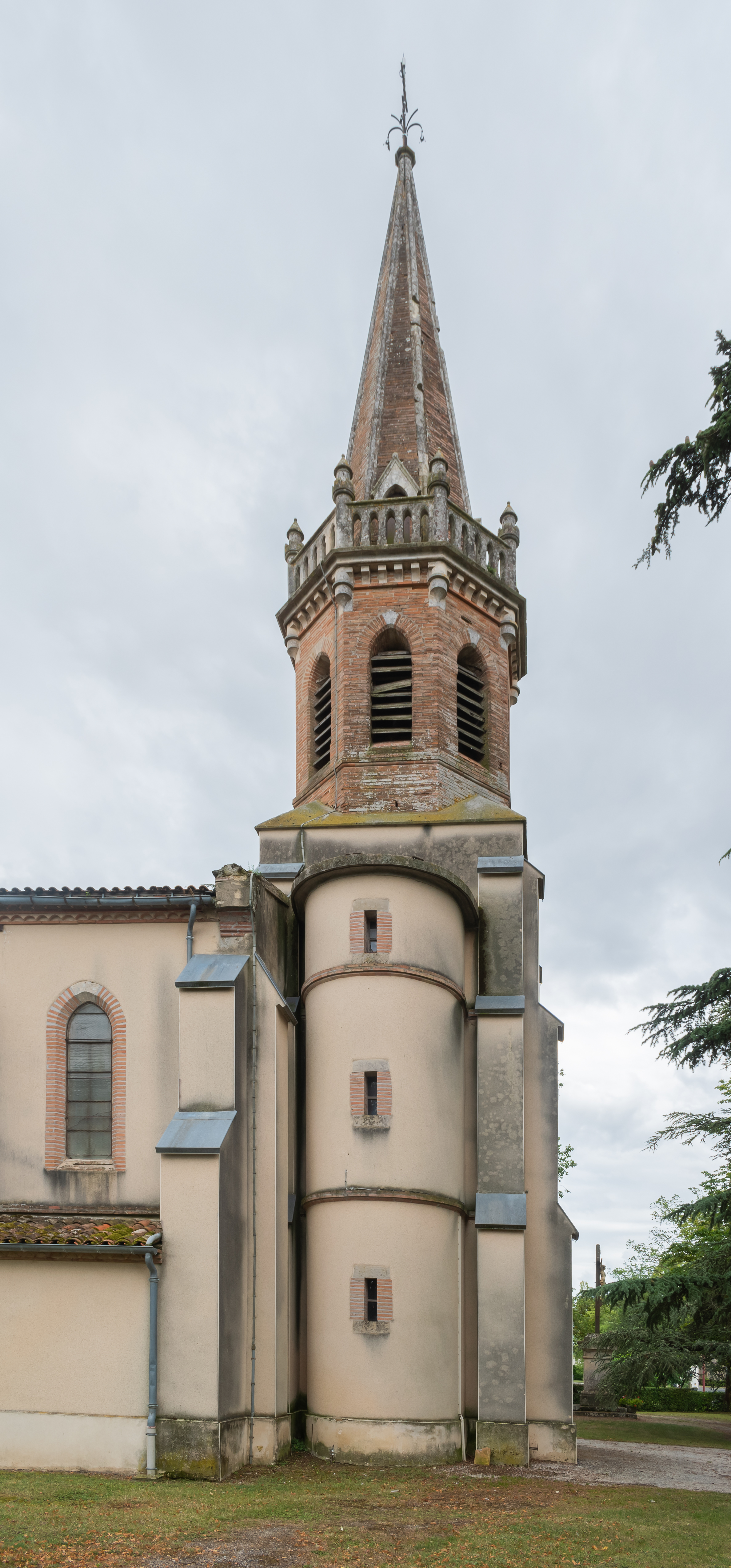
Kirche Saint-Pierre

| Poudis: Einwohnerzahlen von 1793 bis 2020                                                                                  | Poudis: Einwohnerzahlen von 1793 bis 2020 | Poudis: Einwohnerzahlen von 1793 bis 2020 | Poudis: Einwohnerzahlen von 1793 bis 2020 | Poudis: Einwohnerzahlen von 1793 bis 2020 |
| --- | ----------------------------------------- | ----------------------------------------- | ----------------------------------------- | ----------------------------------------- |
| Jahr |                                           |                                           |                                           | Einwohner                                 |
| 1793 | 1793                                      |                                           | 440                                       | 440                                       |
| 1800 | 1800                                      |                                           | 473                                       | 473                                       |
| 1806 | 1806                                      |                                           | 486                                       | 486                                       |
| 1821 | 1821                                      |                                           | 486                                       | 486                                       |
| 1831 | 1831                                      |                                           | 455                                       | 455                                       |
| 1836 | 1836                                      |                                           | 470                                       | 470                                       |
| 1841 | 1841                                      |                                           | 474                                       | 474                                       |
| 1846 | 1846                                      |                                           | 500                                       | 500                                       |
| 1851 | 1851                                      |                                           | 514                                       | 514                                       |
| 1856 | 1856                                      |                                           | 463                                       | 463                                       |
| 1861 | 1861                                      |                                           | 474                                       | 474                                       |
| 1866 | 1866                                      |                                           | 464                                       | 464                                       |
| 1872 | 1872                                      |                                           | 426                                       | 426                                       |
| 1876 | 1876                                      |                                           | 458                                       | 458                                       |
| 1881 | 1881                                      |                                           | 416                                       | 416                                       |
| 1886 | 1886                                      |                                           | 378                                       | 378                                       |
| 1891 | 1891                                      |                                           | 385                                       | 385                                       |
| 1896 | 1896                                      |                                           | 372                                       | 372                                       |
| 1901 | 1901                                      |                                           | 350                                       | 350                                       |
| 1906 | 1906                                      |                                           | 335                                       | 335                                       |
| 1911 | 1911                                      |                                           | 296                                       | 296                                       |
| 1921 | 1921                                      |                                           | 241                                       | 241                                       |
| 1926 | 1926                                      |                                           | 259                                       | 259                                       |
| 1931 | 1931                                      |                                           | 237                                       | 237                                       |
| 1936 | 1936                                      |                                           | 246                                       | 246                                       |
| 1946 | 1946                                      |                                           | 227                                       | 227                                       |
| 1954 | 1954                                      |                                           | 210                                       | 210                                       |
| 1962 | 1962                                      |                                           | 185                                       | 185                                       |
| 1968 | 1968                                      |                                           | 134                                       | 134                                       |
| 1975 | 1975                                      |                                           | 124                                       | 124                                       |
| 1982 | 1982                                      |                                           | 166                                       | 166                                       |
| 1990 | 1990                                      |                                           | 181                                       | 181                                       |
| 1999 | 1999                                      |                                           | 197                                       | 197                                       |
| 2006 | 2006                                      |                                           | 199                                       | 199                                       |
| 2013 | 2013                                      |                                           | 242                                       | 242                                       |
| 2020 | 2020                                      |                                           | 264                                       | 264                                       |
| Quelle(n): EHESS/Cassini bis 1999, INSEE ab 2006 Anmerkung(en): Ab 1962 offizielle Zahlen ohne Einwohner mit Zweitwohnsitz |                                           |                                           |                                           |                                           |

## Sehenswürdigkeiten
- Schloss Le Burq
- Kirche Saint-Pierre

## Verkehr
Poudis liegt fernab von größeren Verkehrsachsen. Die nachrangigen Departementsstraßen 44 und 51 sowie lokale Landstraßen stellen Verbindungen der Weiler innerhalb der Gemeinde und zu Nachbargemeinden her.

## Persönlichkeiten
- Félix de Las Cases (1819–1880), Geistlicher und römisch-katholischer Bischof von Constantine-Hippone, geboren in Poudis